# Weisshorn (Wallis)
Das Weisshorn ist ein 4505 m ü. M. hoher Berg in den Walliser Alpen mit der Form einer von drei scharfen Graten gebildeten ebenmässigen Pyramide. Es ist der Hauptgipfel der Weisshorngruppe.

## Besteigungsgeschichte
Die Erstbesteigung des Weisshorns erfolgte am 19. August 1861 durch John Tyndall, Johann Josef Benet, genannt Bennen  von Steinhaus VS und Ulrich Wenger über den Ostgrat, den heutigen Normalweg.
Der Südwestgrat (Schaligrat), der anspruchsvollste der drei Weisshorngrate, wurde erstmals am 2. September 1895 von den Bergführern Josef Marie Biner und Ambros Imboden aus St. Niklaus sowie dem Engländer Edward Broome erklommen. Der Nordgrat schliesslich wurde am 21. September 1898 von H. Biehly und H. Burgener erstmals begangen.
In den drei grossen Wänden des Weisshorns ist der Fels oft von schlechter Qualität. Die stein- und eisschlaggefährdeten Flanken werden daher nur selten durchstiegen. Lediglich der Younggrat, eine vom Gendarmen des Nordgrats nach Westen hinabziehende Rippe, ist eine einigermassen sichere Route. Benannt wurde sie nach dem britischen Alpinisten Geoffrey Winthrop Young, dem die Erstbegehung am 7. September 1900 mit den Führern Benoît und Louis Theytaz gelang. Bei einem frühen Versuch der Ersteigung der Westwand kam der bekannte Münchener Bergsteiger Georg Winkler im August 1888 ums Leben. Winkler blieb bis 1956 verschollen, als der Weisshorngletscher seine Leiche freigab.

## Dreidimensionales Modell des Weisshorns
Ein dreidimensionales Modell des Weisshorns im Massstab 1:625 findet sich im Bergführermuseum in St. Niklaus Dorf. Das Weisshorn wird als einer der schönsten Berge des Mattertals angesehen und ist besonders beliebt bei den Alpinisten.

## Metallkreuz auf der Spitze des Weisshorns 1978
Anlässlich des 100. Geburtstages von Franz Lochmatter, der im Jahre 1933 während des Abstiegs von der Weisshornspitze über den Ostgrat (Normalgrat) am unteren Ostgratturm, der heute Lochmatterturm genannt wird, tödlich abstürzte, setzten die Bergführer des Mattertals am Samstag, dem 23. September 1978, ein Metallkreuz auf die Spitze des Weisshorns. Am Sonntag, dem 24. September 1978, fand bei der Weisshorn-Hütte die Kreuzeinsegnung und eine Gedenkfeier statt.

## Helikopterunfall 1983
Am Abend des 31. Juli 1983 führte die Air Zermatt mit einem Helikopter des Typs Alouette III einen Suchflug auf der Südseite des Weisshorns durch. Zwei Alpinisten galten als vermisst. Im Helikopter befanden sich neben dem Piloten ein Flughelfer sowie ein Bergführer. Der Helikopter schlug auf dem Schaligletscher auf und wurde zerstört. Der Flughelfer erlag seinen Verletzungen. Der Bergführer und der Pilot überlebten den Unfall schwer verletzt. Die beiden Alpinisten konnten später nur noch tot geborgen werden.

## Routen
Ostgrat
- Schwierigkeit: ZS, III (Frz. Skala: AD; mit III. UIAA-Grad Felskletterei)
- Zeitaufwand: 7 Stunden
- Ausgangspunkt: Weisshornhütte (2'932 m)
- Talort: Randa (1'408 m)

Nordnordwestgrat
- Schwierigkeit: ZS+, III+ (Frz. Skala: AD+; mit III+. UIAA-Grad Felskletterei)
- Zeitaufwand: 8 Stunden
- Ausgangspunkt: Cabane de Tracuit (3'256 m)
- Talort: Zinal (1'675 m)

Südwestgrat oder Schaligrat
- Schwierigkeit: S, IV (Frz. Skala: D; mit IV. UIAA-Grad Felskletterei)
- Zeitaufwand: 5 Stunden
- Ausgangspunkt: Schalijochbiwak (3'780 m)
- Talort: Zermatt (1'614 m)

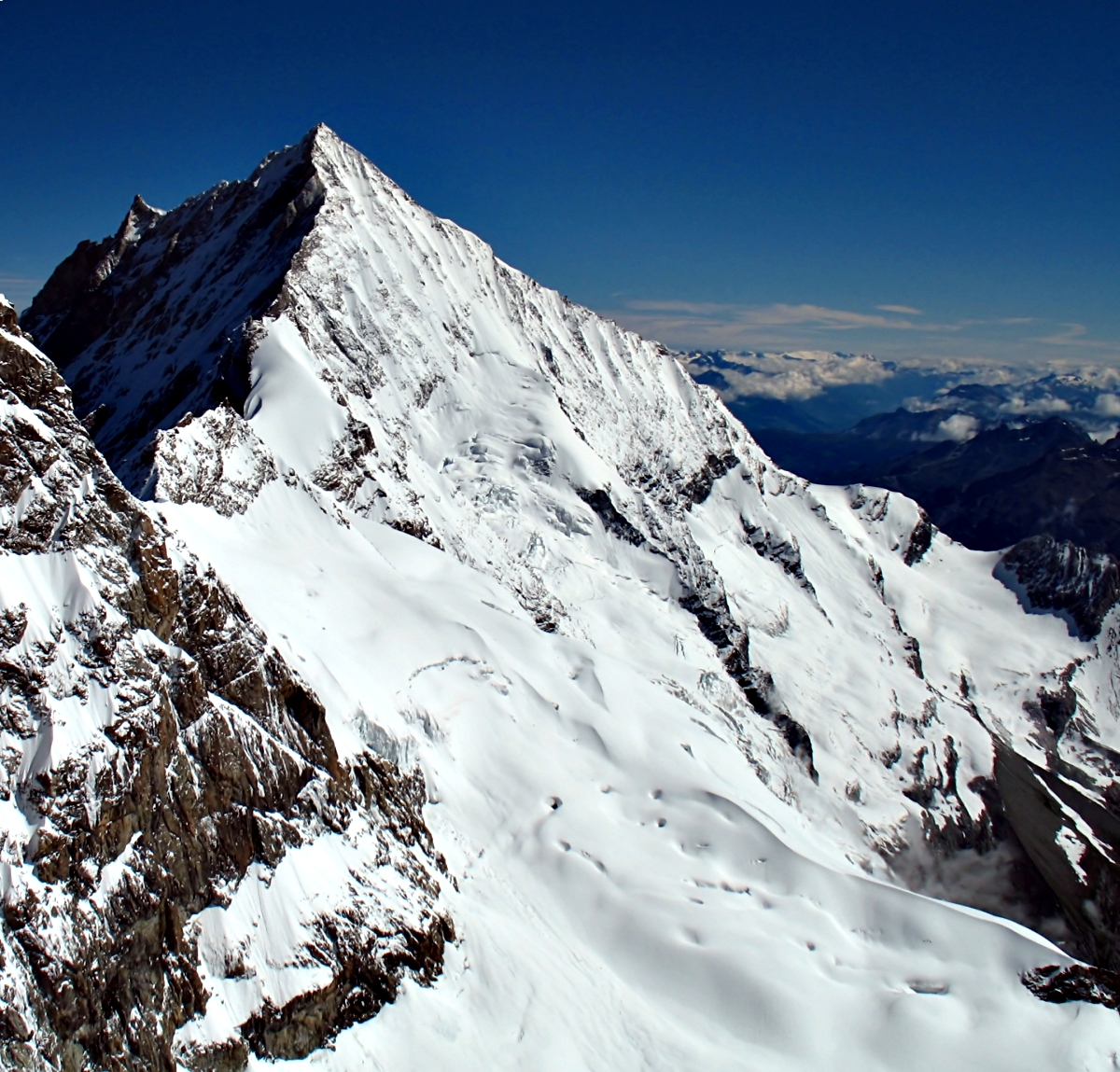
Vom Zinalrothorn aus gesehen
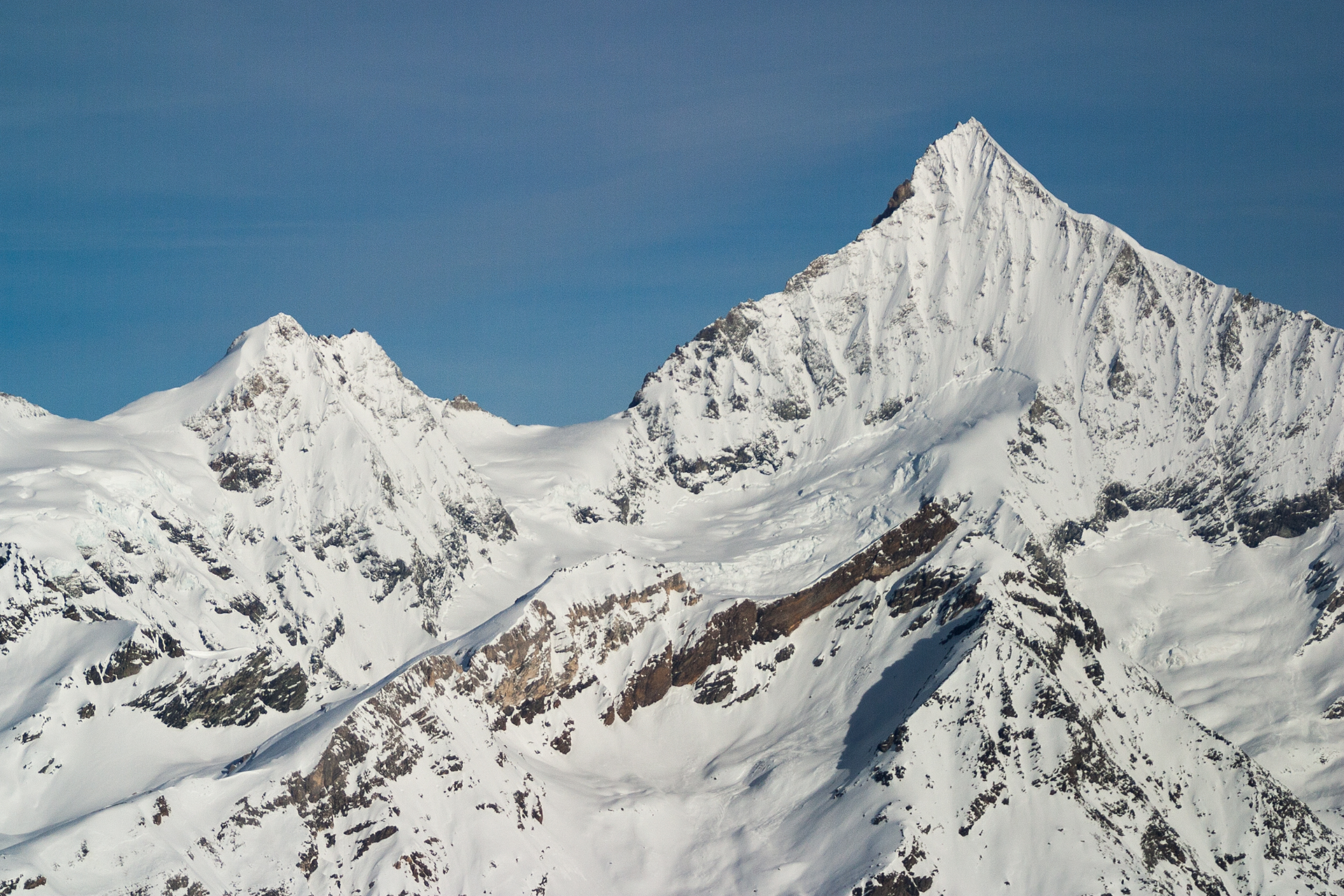
Weisshorn von Südosten mit Schalihorn (links)
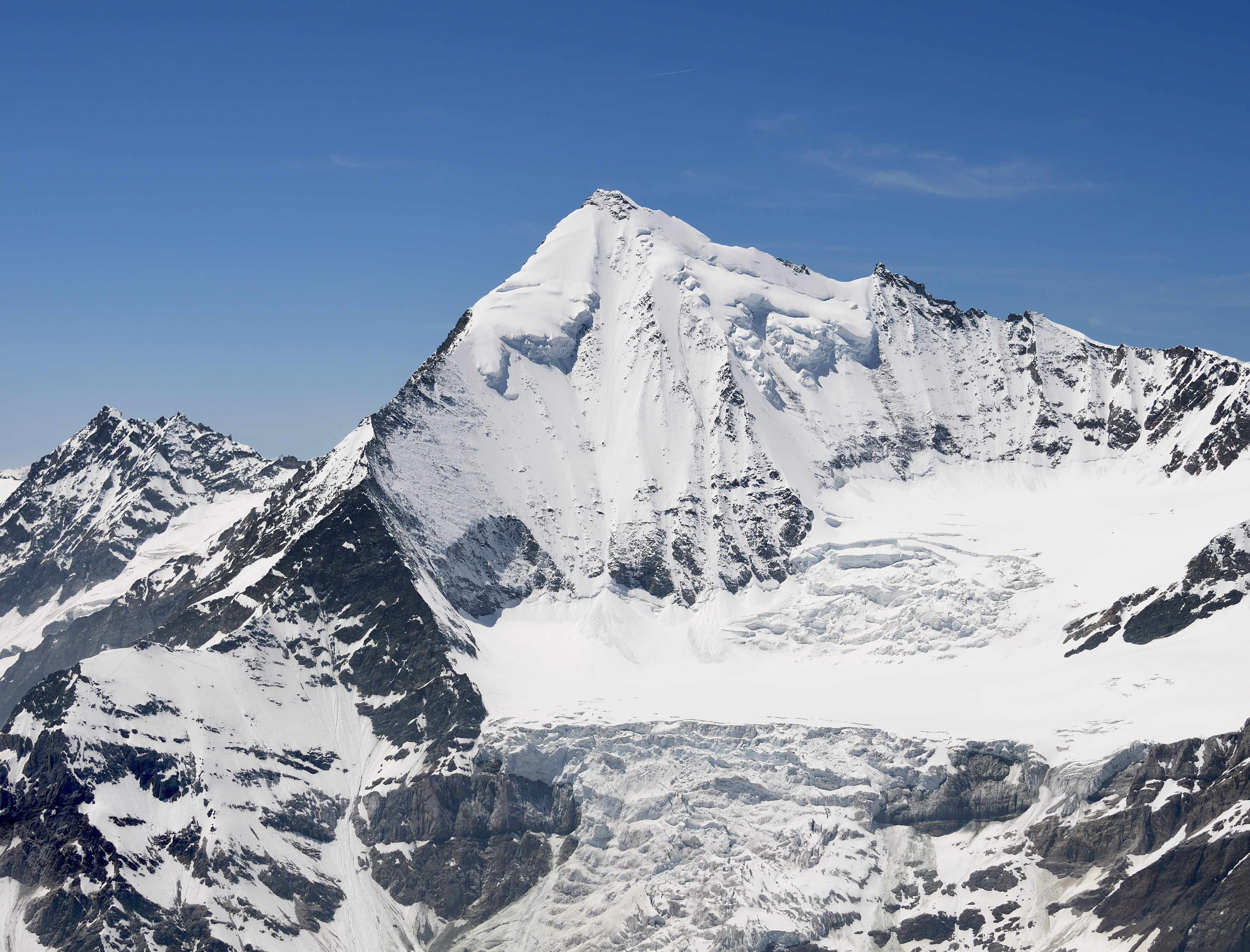
Weisshorn mit dem Nordgrat (rechts des Gipfels) und dem Ostgrat (links des Gipfels)
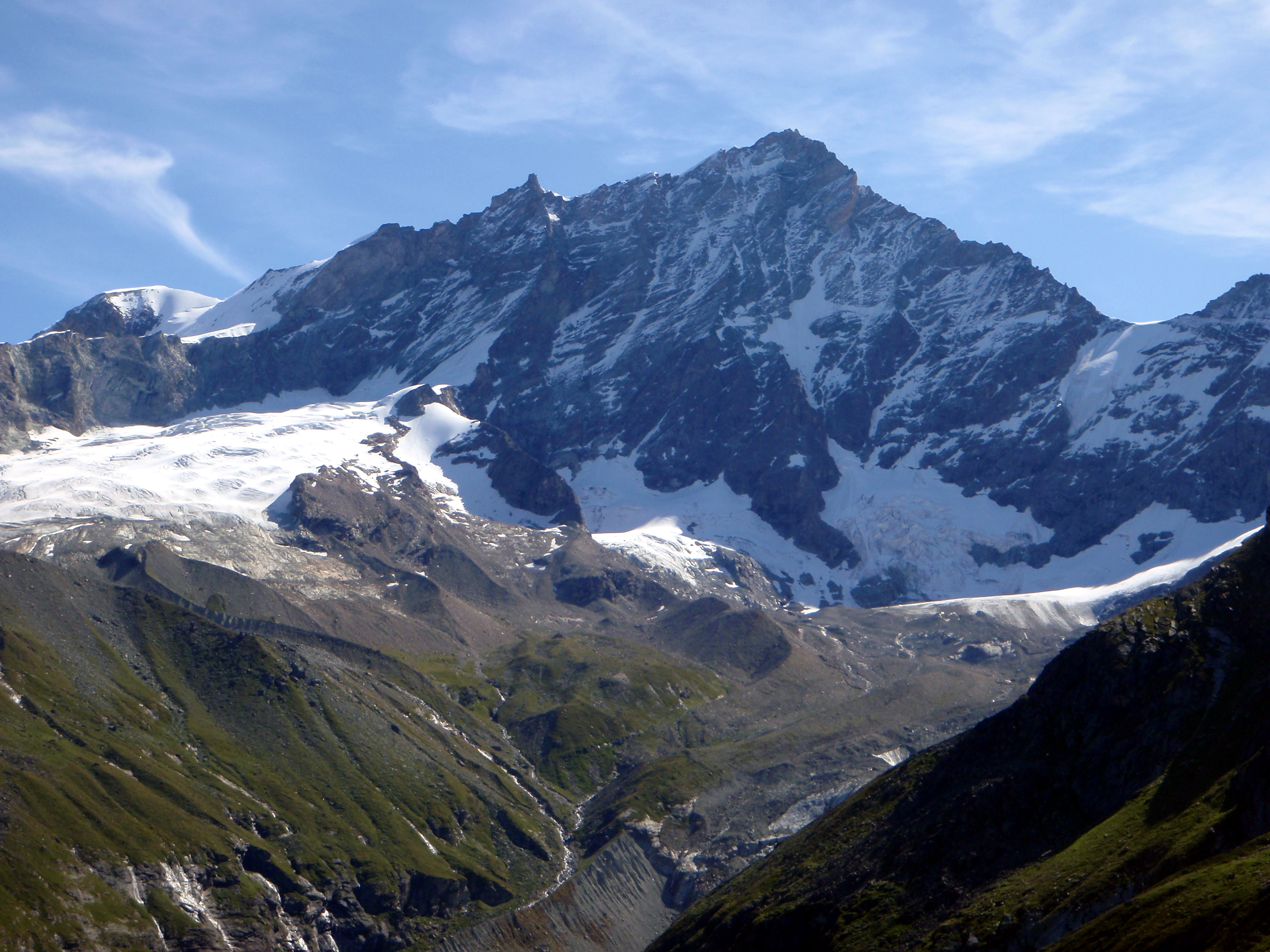
Weisshorn-Westwand
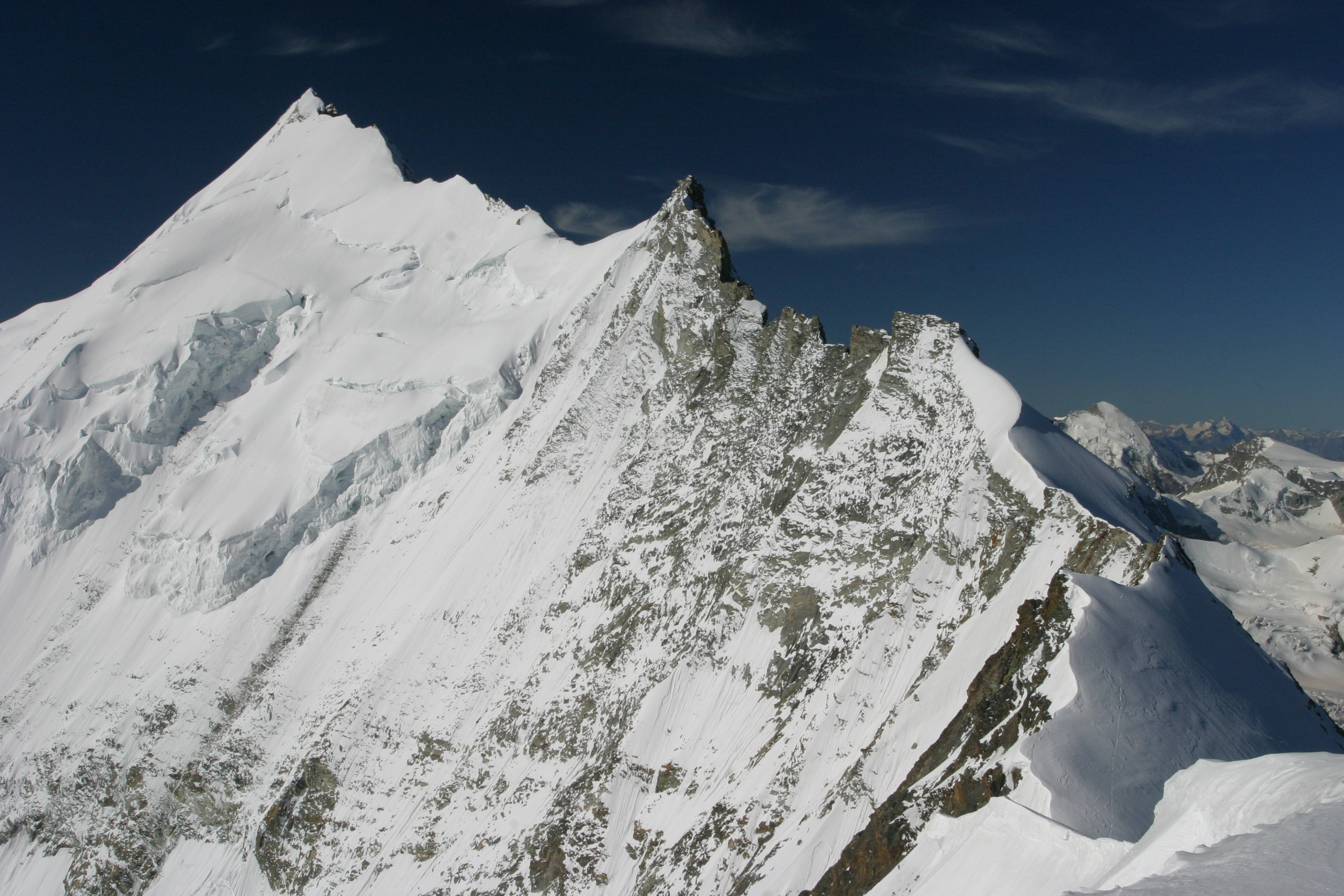
Nordgrat mit dem grossen Gendarmen

## Dokumentarfilm
- ardmediathek.de: Hochtour auf das Weisshorn im Wallis (BR, 2023, 29 min)